# SMS Zenta
Az SMS Zenta az Osztrák–Magyar Monarchia egyik Zenta-osztályú védett cirkálója volt. A hajó a vajdasági városról, Zentáról kapta nevét. Az első világháború legelső adriai csatájában francia hajók, sokszoros túlerőben elsüllyesztették.
A hajó építését 1896. augusztus 8-án kezdték a pólai Arzenálban. Vízrebocsátására 1897. augusztus 18-án, befejezésére pedig 1899-ben került sor.
1914. augusztus 8-án a Zenta adta le a tengeri háború első lövését, amikor részt vett Antivari montenegrói kikötő bombázásában. Augusztus 10-étől kezdve blokádszolgálatot teljesített. Augusztus 16-án az Ulan romboló kíséretében látta el feladatát, amikor egy 17 egységből álló egyesült francia-angol hajóraj támadta meg a két egységet. Az Ulannak sikerült elmenekülnie, a kiöregedett, lassú Zenta viszont erre képtelen lett volna. Parancsnoka, Pachner Pál fregattkapitány elutasította a megadást, és felvette a küzdelmet a túlerővel. A világháború első tengeri ütközete rövidnek bizonyult, a francia egységek kb. 15 perc alatt megbénították a Zentát, majd tovább lőve azt, el is süllyesztették.  Mivel a vízben úszókat nem mentette ki senki, aki bírta, öt órás úszást követően érte el a partot és esett montenegrói fogságba. 173-an vesztek oda.

## Külső hivatkozások
- Az osztrák-magyar haditengerészet hajói
- Az SMS Zenta a Naval History honlapján[halott link]
- A Zenta cirkáló története